# Castelo de Sória

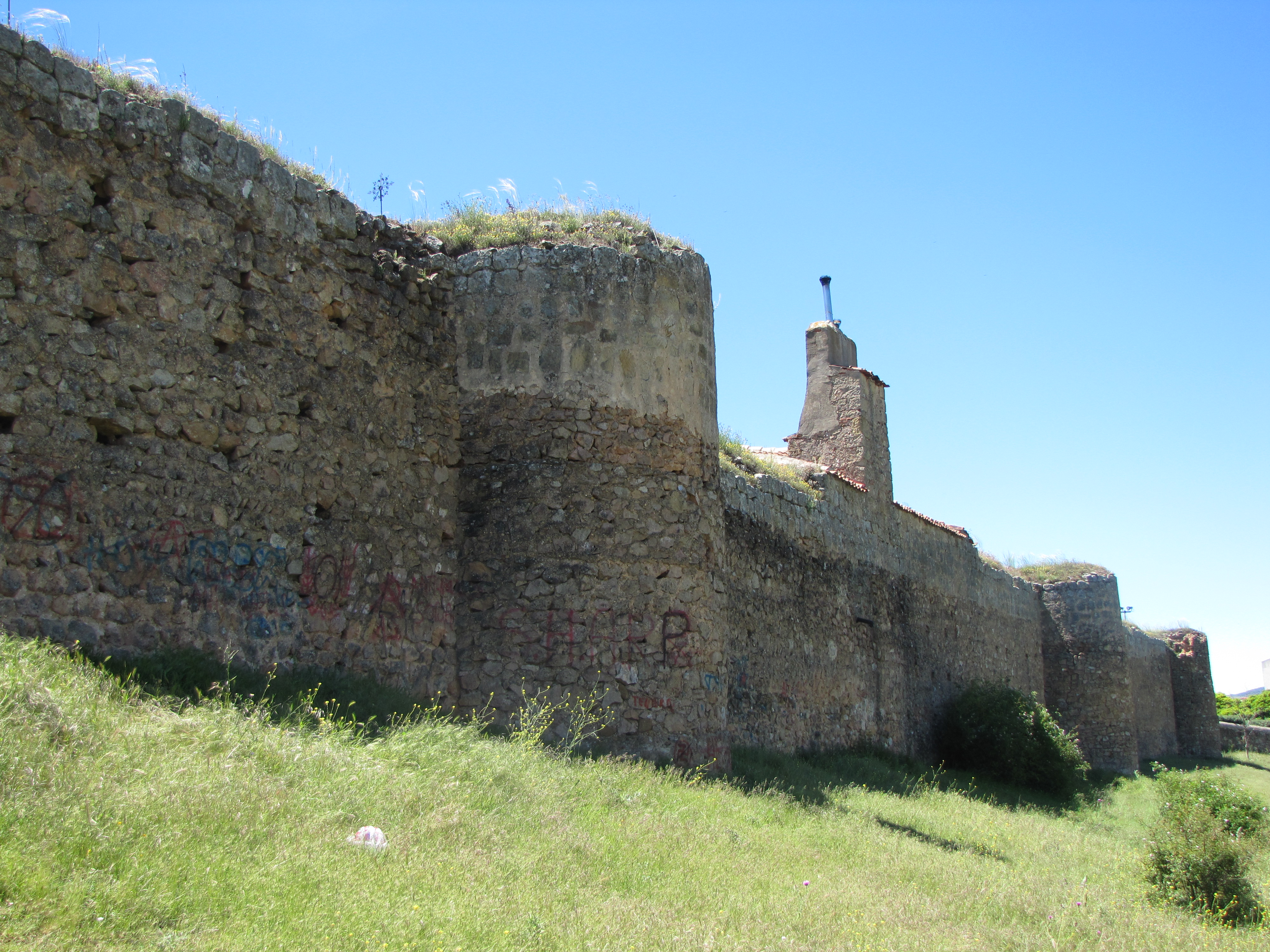
Sória: troço de muralhas junto à Ermida do Mirón.

O Castelo de Sória localiza-se no chamado "Cerro del Castillo", na atual cidade de Sória, capital da província homônima, na comunidade autónoma de Castela e Leão, no centro-norte de Espanha.
A cidade medieval, com uma superfície de mais de um quilómetro quadrado, era envolvida por uma forte muralha dupla com barbacã, tendo, em posição dominante sobre um monte - primitivamente denominado "monte Oria" - o castelo. De acordo dom alguns autores, este era um dos melhor defendidos na Espanha no início do século XII.

## História
A primitiva ocupação de seu sítio remonta pelo menos à Idade do Bronze, quando ali existiu um castro dos Celtiberos, conforme o atestam os vestígios arqueológicos. Bartolomé de Torres, na sua obra "Topografía de la ciudad de Numancia", assegura que o castelo desta cidade recebeu o nome de "Oria" devido a um cavaleiro grego de nome "Dórico", chefe dos Dórios, que terá chegado a Sória vindo da Acaia. Desta notícia deduzem alguns historiadores que os primeiros povoadores da atual Sória foram os dórios. Entretanto, essa hipótese não tem suporte arqueológico, e, para outros estudiosos os primeiros povoadores de Sória foram os Suevos, cujos reis, de acordo com Pedro Tutor y Malo no seu "Compendio historial de las dos Numancias", aqui estabeleceram uma das suas Cortes. Ambas as hipóteses vieram a cair em desuso com o passar do tempo, uma vez que nenhuma fonte as apoia de modo fidedigno.
À época da invasão romana da península Ibérica aqui existiu uma aldeia de pouca expressão.
Após a invasão muçulmana da península Ibérica o castelo não passaria de uma simples atalaia ou pequena fortificação que vigiava este trecho do rio Douro e protegia a praça islâmica de Medina-Sória.
A construção do castelo é atribuída ao conde Fernão Gonçalves, o que não é plausível, uma vez que, no contexto da Reconquista cristã da península, Sória foi conquistada definitivamente aos muçulmanos no início do século XII pelo rei Afonso I de Aragão, casado com a rainha Urraca I de Leão e Castela. O filho de ambos, Afonso VII de Leão e Castela foi o responsável pela cerca de muralhas interior, e Sancho IV de Leão e Castela pelas muralhas exteriores.
No contexto da Guerra Peninsular, o antigo castelo foi explodido pelo general Durán em 1812, tendo chegado aos nossos dias apenas as ruínas da torre de menagem, o recinto muralhado interior e restos da cerca exterior com o seu acesso flanqueado por dois cubelos cilíndricos.
Atualmente localizam-se no "Cerro del Castillo" os reservatórios de água potável da cidade, umas piscinas (que aproveitam o algibe do antigo castelo) e o Parador Nacional Antonio Machado.

## Iconografia
Um par de iconografias do castelo no século XVIII pode ser apreciada, sob a forma de afrescos, na Igreja de San Saturio, na cidade.
Recomenda-se ainda a consulta ao Plano de Sória executado por Dionisio Badiola em princípios do século XIX, que retrata com fidelidade o castelo, tanto em alçado como em perfil, antes de ter sido destruído em 1812.

## Características
O castelo contava com uma torre de menagem a leste, junto ao algibe e à muralha interior, que cobria o perímetro do monte. Foi dentro deste espaço, ao abrigo do castelo, que a cidade nasceu.
Com o crescimento da mesma, posteriormente foi necessário erguer uma nova cintura de muralhas, agora com planta aproximadamente retangular, com mais de oito quilómetros de perímetro, abrangendo a maior parte do casco antigo da atual cidade. Ela desenvolvia-se para o sul, a partir do primitivo recinto, passando pelo cemitério, prosseguindo em curva pela pelas ruas de Santa Clara, Alberca e Portas de Pro para o oeste, infletindo para o norte, passando por Santo Tomé e continuando a subir até à Praça do Rosário. Na altura do Passeio do Mirón, toma a direção leste buscando a Ermida da Virgem do Mirón e desce pela ladeira do monte até ao rio Douro, de onde inflete novamente para o sul, margeando o rio e retornando ao "Cerro do Castelo". De todo este recinto, poderoso à época, apenas nos restam alguns troços e alguns cubelos na altura do Passeio do Mirón, na descida para o Douro e o chamado "Postiguillo", além de alguns restos, pouco reconhecíveis em alguns casos, inseridos no casario da cidade.